# 手投火焔瓶
手投火焔瓶（てなげかえんびん）は、1943年（昭和18年）7月19日に制式制定された大日本帝国陸軍の火焔瓶である。対戦車・特火点に対して使用された。構造は直径69mm、全高140mmの専用のガラス瓶の口に常働信管を取り付けたもので、重量は540gである。燃料には「カ剤」が用いられた。付属品としてブリキ製のじょうごが用いられた。
手投火焔瓶が制式制定される以前には、サイダーの瓶などを用いた急造の火焔瓶が多数用いられていた。また、制定時の設計でも、既存の瓶に信管を装着して急造が可能なよう考慮されている。本項では制式制定された手投火焔瓶の他、日本軍が急造使用した火焔瓶と戦闘について記述する。

## 概要
1942年4月8日から行われた陸軍技術研究会・地上兵器分科会において、各種近接戦闘器材考案事項では以下のように手投火焔瓶が報告された。この兵器は戦車に投げつけて火災を起こすことを企図して設計され、当初はガラス瓶内部に燃料と発火剤入り容器を封入するものが作られた。投げると衝撃でガラス瓶と容器が両方とも壊れて液が混合し、化学反応により発火する。この型式は取扱いが不便であることから中止された。次に缶詰に似た缶に燃料を封入、信管を装着したものが試験された。また並行してサイダー瓶に信管を装着したものが研究された。燃料には陸軍科学研究所第二部の開発した「カ剤」を使用し、容器にはサイダー瓶、信管には常働信管が選ばれた。この後、容器がサイダー瓶から、より全高の低く投げやすいものへと改められた。信管はサイダー瓶またはビール瓶の口に適合するよう設計され、これらの瓶と燃料さえあれば火焔瓶が製造できた。報告時点で陸軍歩兵学校と陸軍工兵学校の試験において実用に適するとの評価が与えられていた。
1942年に館山海軍砲術学校が作製した『陸戦兵器要目表』では、手投火焔瓶は以下のように記載される。用途は戦車・特火点の火焔攻撃用で、投擲距離は10m、燃焼時間は約60秒である。全備重量は800gであった。
ノモンハン事件で急造された火焔瓶は次のような構造となっていた。第七師団第二六連隊ではサイダー瓶を集め、瓶の3分の1まで砂を詰めた。次いでガソリンを入れ、木綿の布で栓をした。これは導火線代わりとなったが、ハルハ河一帯のステップは風が常時吹いており、即座の点火は難しい作業だった。

## ノモンハン事件における対戦車戦闘
火焔による対戦車戦闘の有効性は早期に着目されていた。1928年7月、将校教育用に教育総幹部が編集した『対戦車戦闘法』においては、手投げ式の火焔瓶が攻撃器材として登場しない。代わりとして登場するのは火焔放射器である。この教範では戦車の孔、隙間への火炎放射が有効であるとし、戦車への火焔攻撃に着目している。
1937年7月、西村進少佐はスペイン出張中に、戦車に対してガソリンを詰めた瓶を使用した結果が良好であることを本国に報告した。しかし日本では、始動しておらず加熱した状態にない、しかもディーゼルエンジン搭載車に対する試験のため不成功に終わった。
1939年、日本陸軍はノモンハン事件において初の大規模対戦車戦闘を経験し、応急の対戦車兵器として火焔瓶が投入された。ノモンハン事件中に火焔瓶の製造に関わる正規の訓令が出されたことはない。1939年5月28・29日、3名の日本軍歩兵がトラックで移動中にT-37と遭遇、このとき彼らはガソリン缶を投げてT-37はそれを踏み、炎上した。一説にはこの事件により火焔瓶が導入されたとされる。

### 日本側戦訓
ノモンハン事件後の1940年、『支那派遣軍昭和十五年度第二次幹部集合教育記事第２輯（工兵）』では対戦車戦闘の戦訓を記載し、火焔瓶等の評価を行っている。
戦車から行う近距離の視察は困難で、肉薄攻撃は対戦車戦闘として有効である。ただし肉薄攻撃班が過早に飛び出し、または戦車を追って走るような攻撃は無効である。まず兵員は壕、地形を利用して潜伏すること、さらに絶対的な沈着さが要求される。ソ連軍の火炎放射戦車の攻撃は射角が小さく、壕内への攻撃効果は小さい。ただし恐怖などの心理的効果から、攻撃班の兵員が逃走や立ちあがるなどの行為に及ぶのは極めて危険である。攻撃用器材には手榴弾、火焔瓶、戦車地雷、爆薬、吸着爆薬を使用する。手榴弾は少なくとも2個から3個を結束する必要があった。火炎瓶はガソリンエンジン搭載戦車にはそのまま投入しても効果があるが、ディーゼルエンジン搭載戦車には火焔瓶を点火した後に投入しなければ効果がないと指摘した。重戦車に対し戦車地雷は2個を使用、爆薬はターレットリング付近に設置する。
ただしこの当時ソ連側が保有し、ノモンハンに投入した戦闘車輌がディーゼルエンジンを搭載したかについては疑問が付される。ソ連のBT-7戦車用ディーゼルエンジンの生産が軌道に乗ったのは1939年夏以降であり、実車の配備は9月となった。従って投入はまったくなかったか、あるならば少数であった。ソ連軍は戦闘で戦車を大量に喪失し、補充の戦車には、現地改造により火焔瓶よけの金網が機関室周囲に取り付けられた。これは効果があり、火焔瓶攻撃で容易に炎上しなくなった。
日本側戦訓ではさらに、歩兵の肉薄攻撃は新型BT戦車の投入によりやや困難となったと指摘している。攻撃時期の選定には留意が必要だった。敵戦車の死角の減少により、接近がやや困難となった。マフラーの除去、放熱機構の改良によりガソリン瓶の攻撃が困難となった。手榴弾攻撃はほとんど効果がないとされた。敵戦車の突進に対しては障害物の後方に遮蔽して待機、戦車の速度が遅くなった際に死角に侵入、地雷を投入する。吸着爆雷の上面装甲板への吸着、爆薬の起動輪または転輪間への挿入は確実な撃破をもたらした。煙幕の展開は有効であった。また攻撃の前提として対戦車壕の構築が必要であり、肉薄攻撃には高い統制が必要であった。無秩序な攻撃は狙撃を招き、また過早な攻撃により損失をもたらした。報告書では歩兵の肉薄による対戦車攻撃は困難を増しつつあると明確に指摘し、装備と攻撃法の研究を強く要求している。

### ソ連側の対応
7月中の戦車への肉薄攻撃という戦訓を取り入れ、8月以降のソ連軍の陣地に対する戦車の投入には改善が行われた。砲兵の砲撃によって打撃を加えた後に戦車・歩兵を結合した戦力を投入する。まず歩兵が前進し、この後方に戦車を置く。戦車砲の火力支援のもとに歩兵が推進し、手榴弾を大量に陣地へ投擲した。さらに火炎放射戦車により塹壕陣地に攻撃を加える。日本側の反撃を制圧するまでこれを繰り返し、最後に歩兵が陣地へ突入する。ここでは戦車を直接陣地に接近させて突破を試みる従来の単独攻撃を改め、戦車を塹壕陣地から遠ざけ、歩兵と戦車の共同作戦をとっている。さらに、後方の砲兵、前線の歩兵、歩兵後背の戦車という重層的な攻撃への変化が見られる。
また戦車を縦深配置することでも肉薄攻撃は防止された。8月以降、2個梯団隊形をとり、前方の戦車隊が日本側の兵力を発見し、後方の戦車隊が攻撃することで、日本側の火焔瓶、地雷などの肉薄攻撃による被害はほとんど無くなった。戦車に最大の損害を与えたのは日本の九四式三七粍砲であった。ソ連側資料では火焔瓶による肉薄攻撃はあまり効果的ではないと指摘している。小隊において戦車を前に3輌、後方に2輌を配置するチェス隊形も同様の効果をもたらした。

### 効果と戦果
ノモンハン事件において全焼、全損、修理後送されたソ連側の戦車、装甲車は以下の数量である。この数は現地で修理復帰したものを除外している 。
- BT-7通常型 30輛
- BT-7無線型 27輛
- BT-7A 2輛
- BT-5通常型 127輌
- BT-5無線型 30輛
- T-26軽戦車 8輛
- KhT-26化学戦車（火炎放射戦車の意）10輛
- KhT-130化学戦車 2輛
- T-37軽戦車 17輌
- BA-3装甲車 8輌
- BA-6装甲車 44輌
- BA-10装甲車 41輌
- FAI装甲車 21輌
- BA-20装甲車 19輌
- コムソモーレツ牽引車 9輌
- SU-12自走砲 2輌

計397輌
このソ連側の戦車と装甲車の喪失のうち、火焔瓶による喪失は5%から10%と推計された。これらの戦車、装甲車は砲撃、火焔瓶の攻撃で炎上した。着火後15秒から30秒で火災が起こる。乗員は制服に引火して脱出し、戦闘能力は失われる。この後、車輌は木造家屋のように激しく炎上し、5、6km先から視認できるほどの煙を上げる。15分後に弾薬が誘爆し、車輌の修復は完全に不能となった。
火焔瓶は対戦車砲によって損害を受けた戦車に対するとどめとして用いられ、撃破戦車は頻繁に放火を受けて焼却された。ソ連側は放火による完全な修復不能を避けるため、5輛程度の戦車を回収部隊へと抽出し、その日のうちに撃破戦車を戦場から避難させた。全焼した戦車は走行装置も焼き付き、その場から完全に動かせなくなった。

## 事件後
ノモンハン事件において火焔瓶は限定的な対戦車戦闘能力を示したが、より優れた対戦車戦闘能力を歩兵に与える兵器の開発と整備は行われなかった。
ノモンハン事件後の1940年2月25日、富士裾野の滝ヶ原演習場で試製火焔筒の試験が予定された。試験は八九式中戦車甲型・乙型が行進し、機関部が過熱した状態で行われる予定だった。またこのとき、網を被せた場合と被せない場合の2種の状況を設定し試験するとされた。
昭和16年7月には試製手投火焔瓶を50,000本調達するよう指示が下された。
第二次世界大戦突入後の1942年3月8日付け報告書では、擱座したアメリカ軍の軽戦車を調査し、火焔瓶による対戦車戦闘の要領が示されている。参考図では機関室後方袖部に位置する排気グリルへの投入が最適とされた。次に機関室上面の燃料タンク、冷却用空気吸入グリルが投入するべき箇所とされた。
大戦後期に入ると肉薄攻撃はより威力が高い爆薬の使用へと移行したが、なお手投火焔瓶は攻撃用器材として使用された。また本土決戦に備え、海軍航空隊でも手投火焔瓶など陸戦兵器を保管している。